# Macumba (Film)
Macumba ist ein deutscher Spielfilm unter der Regie von Elfi Mikesch. Er hatte seine Uraufführung im Februar 1982 bei den 32. Internationalen Filmfestspielen Berlin im Rahmen des 12. Internationalen Forums des jungen Films. Ursprünglich auf 16-mm-Film gedreht, wurde Macumba im Jahr 2020 restauriert und digitalisiert. Das restaurierte Werk wurde 2024 im Rahmen der Retrospektive der Berlinale 2024 erneut gezeigt. Im Katalog wurde Macumba als „expressionistischer Experimentalfilm“ beschrieben.

## Handlung
Macumba spielt in einem abbruchreifen Haus in der Kurfürstenstraße im Berlin der frühen 1980er Jahre. Isabelle, gespielt von Magdalena Montezuma, Vinzenz Nola (Heinz Emigholz), Franziska (Carola Regnier), liegen dösend in Liegestühlen auf dem Hausdach und geben sich einem Tagtraum hin: Ein halb abgerissenes Haus dient als Wohnort, Tatort, Atelier und Bühne für einen surrealen Krimiplot. Isabelle entwickelt die Geschichte, die ein Labyrinth aus Projektionen und Illusionen entspinnt. Es geht um die Überwindung der eigenen Konventionalität, den Traum von der Liebe der Frauen und den Lustgewinn durch Verwahrlosung. Gleichzeitig geht es auch um die Gegensätze zwischen Bürokratie und den Möglichkeiten der Liebe. Die expressive Licht- und Kameraführung von Elfi Mikesch, zusammen mit der Erzählung aus dem Off, schaffen in Macumba einen unkonventionellen Erzählraum, der viel Raum für Interpretation lässt. Der Protagonist Max Taurus, ist ein romantischer Bürokrat und Freizeitdetektiv, der das Böse im Menschen erforscht, sucht und findet. Er betritt das Abbruchhaus, in dem die verbleibenden Bewohner die Verwahrlosung genießen. Dort trifft er auf den Künstler Sandro Deadalos (Fritz Mikesch), der seine Räume mit grafischen Mustern füllt und Frank Tannenzauber (Frank Ripploh), der gerne in Schönheit sterben möchte. Vinzenz Nola erschreckt den Mörder mit seinem Gesicht. Franziska und Isabelle sind in ein tranceartiges Spiel verstrickt, das mit dem Abriss des Hauses ein Ende findet.

## Produktion
Macumba war der erste abendfüllende Spielfilm von Elfi Mikesch. Sie entwickelte die Handlung gemeinsam mit ihren Darstellerinnen und Darstellern. Produziert wurde er im Jahr 1981 von Oh Movie Film, der Produktionsfirma von Elfi Mikesch. Beteiligt waren das ZDF, Redaktion Kleines Fernsehspiel und Laurens Straub.

## Zitat
„Macumba ist eine der afro-amerikanischen Religionen, ein Phänomen der brasilianischen Großstädte. Es heißt, Macumba ist die Trommel. Der Herzschlag. Die Ekstase, das Feuer, die Nacht. Der Walfisch, der über den Ozean schwimmt. Macumba ist auch Tante Rosa, die Tochter aus Bahia.“

## Rezeption
Julia Welter sah im Mai 2020 auf Filmportal.de den Film als „eine selbstreflexive Verhandlung unterschiedlichster filmischer Stilmittel“. In der Fachzeitung Filmdienst, die von der Katholischen Filmkommission für Deutschland herausgegeben wird, hieß es hingegen: „Der Anspruch, bürgerliche Wahrnehmungsschemata zu ironisieren, ihnen Poesie und Lust auf Veränderung gegenüberzustellen, wird nur teilweise erfüllt. Stellenweise spannungsreich und irritierend, erstarrt der Film zumeist in Manierismen und erzwungenem Stilwillen.“
Im Berliner Stadtmagazin Tip schrieb Rosa von Praunheim anlässlich der Berlinale 1982: „Mikeschs geniale Kamera erfindet das Kino immer wieder neu [...] Sie arbeitet mit Licht und Farbe, mit einer Poesie und Konzentration, bei der einem das Herz stehen bleibt. Sie hat diesen Film über ein Jahr lang gedreht – mit wenig Geld, aber mit Phantasie und Kraft und Mitarbeitern, die an ihr Talent glaubten. Das Publikum, das nur auf Realismus vorbereitet und von den Medien primitiv gemacht wurde, wird seine Schwierigkeiten haben. Details werden zu Hauptdarstellern. Die Schönheit einer Lippe oder eines Handschuhs ergreift den Täter, zieht ihn in ihren Bann. Der Mörder ist hypnotisiert, und der Detektiv muss sterben. Das Leben geht weiter, aber nur mit Frauen, deren Liebe wichtiger ist als die Aggression der Männer. Macumba ist der schönste Film über das Verbrechen, den eine Frau gemacht hat.“

## Auszeichnungen und Nominierungen
- 1982: Internationale Filmfestspiele Berlin, Internationales Forum des jungen Films[8]
- 1991: Frameline Award San Francisco International LGBTQ+ Filmfestival[9]
- 2024: Internationale Filmfestspiele Berlin